# Julian Rachlin i prijatelji
Julian Rachlin i prijatelji (međunarodni naziv Julian Rachlin & Friends) je festival komorne glazbe koji se početkom rujna svake godine održava u Dubrovniku. Osnivač i spiritus movens Festivala je austrijski violinist i violist Julian Rachlin, koji od 2001. godine okuplja svoje prijatelje kao što su pijanist Itamar Golan, violončelist Mischa Maisky, violinistica Janine Jansen, violinist, violist i dirigent Maxim Vengerov i mnogi drugi znameniti glazbenici, kako bi zajedno muzicirali u atriju Kneževa dvora.

## Povijest festivala
2000. godine Julian Rachlin i Itamar Golan održali su u sklopu programa Dubrovačkih ljetnih igara po prvi put recital u Dubrovniku. Oduševljeni atmosferom i akustikom Kneževa dvora, odlučili su, u dogovoru s tadašnjim intendantom Igara Petrom Mišom Mihočevićem, iduće godine prirediti cijeli festival na kojemu bi nastupili i njihovi prijatelji glazbenici. 

2001. je održan 1. festival komorne glazbe "Julian Rachlin i prijatelji", tada još u sklopu Igara kao festival unutar festivala. Održalo se 6 koncerata, od kojih su 3 na repertoaru imala djela komorne glazbe, a na preostala 3 su sudionici Festivala nastupili s Dubrovačkim simfonijskim orkestrom. 2002. festival se održao s količinski mnogo skromnijim repertoarom: Rachlin i njegovi kolege održali su svega 3 koncerta. 

Od 2002. Festival postaje neovisan od Dubrovačkih ljetnih igara i počinje se, sve do danas, održavati početkom rujna. 2007. je organizaciju Festivala preuzela agencija Dubrovnik PartneR koja ga je formirala kao Ustanovu u kulturi.

## Program i lokacije
Svi se koncerti komornog karaktera tradicionalno održavaju u atriju Kneževa dvora (osim kada se, jer se radi o nenatkrivenoj lokaciji, zbog vremenskih neprilika moraju održati u koncertnoj dvorani tvrđave Revelin). U sklopu festivala održi se u crkvi sv. Ignacija i podnevni "Koncert za Dubrovčane", za koji je ulaz besplatan. Specifičan je i "Koncert u bijelom", na kojem i izvođači i publika budu obučeni u bijelo. Na  Poljani Ruđera Boškovića neki od sudionika festivala nastupe s orkestrom (do sada je tu čast imala Kraljevska filharmonija iz Londona).

## Vanjske poveznice
- Julian Rachlin & Friends  Arhivirana inačica izvorne stranice od 12. rujna 2008. (Wayback Machine)